# Лиссабонский океанариум
Лиссабонский океанариум (порт. Oceanário de Lisboa, произносится как osiɐˈnaɾiu dɨ liʒˈboɐ) — океанариум в городе Лиссабон, Португалия. Расположен в Парке Наций, который был выставочным комплексом для всемирной выставки Expo 1998.

## Архитектура
Концептуальный дизайн, архитектура и дизайн выставки океанариума принадлежит Питеру Чермайефу (англ. Peter Chermayeff). Океанариум похож на авианосец у причала во внутреннем море. Чермайеф также был дизайнером океанариума в Осаке, самого большого в мире, и многих других океанариумов по всему миру.

## Выставка
Лиссабонский океанариум имеет большую коллекцию морских видов — птиц, млекопитающих, рыб, стрекающих, и других морских организмов. Всего имеется 16 000 особей 450 видов.
Главная выставка — это 1000 м², объём 5000 м³ с четырьмя 49 м² акриловыми стёклами по бокам и меньшие стекла вокруг. Глубина 7 м, это позволяет пелагическим организмам плавать над дном, а также создаёт иллюзию открытого океана. Вода в центральном аквариуме находится при такой температуре, что в ней могут жить как тропические рыбы, так и рыбы умеренных широт. Около ста видов со всего мира обитают в этом аквариуме, в том числе акулы, скаты, химеры, различные виды тунца, барракуд, окуни и мурены. Одной из главных особенностей является большая луна-рыба.
Четыре аквариума вокруг большого центрального — это дома для различной флоры и фауны из разных мест: североатлантического скалистого побережья, антарктической береговой линии, лесов водорослей умеренной северной части Тихого океана и тропических коралловых рифов Индийского. Эти аквариумы отделены от центрального большими акриловыми листами для создания иллюзии одного большого аквариума. На первом этаже есть 25 тематических аквариумов.
Лиссабонский океанариум является одним из немногих аквариумов в мире, имеющим рыбу-луну, благодаря своим уникальным и жестким требованиям. Другие интересные виды включают двух больших крабов-пауков и два калана по имени Эйсебио и Амалия.

## Галерея

Лиссабонский океанариум
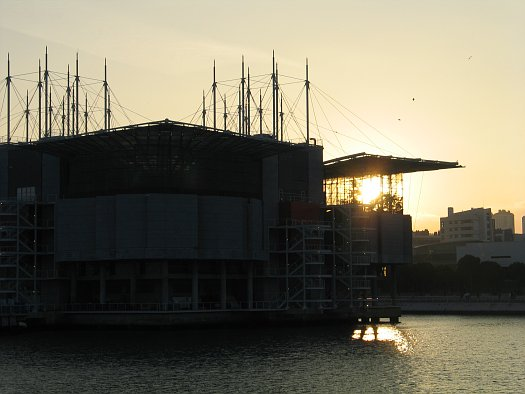
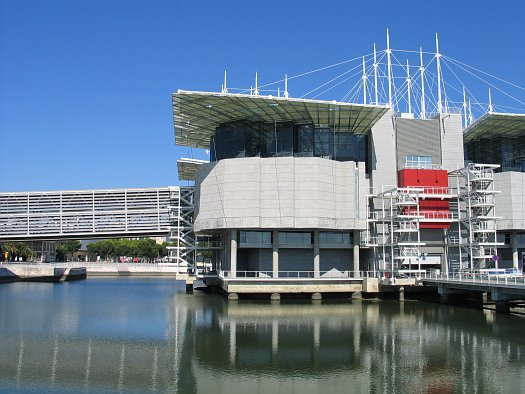
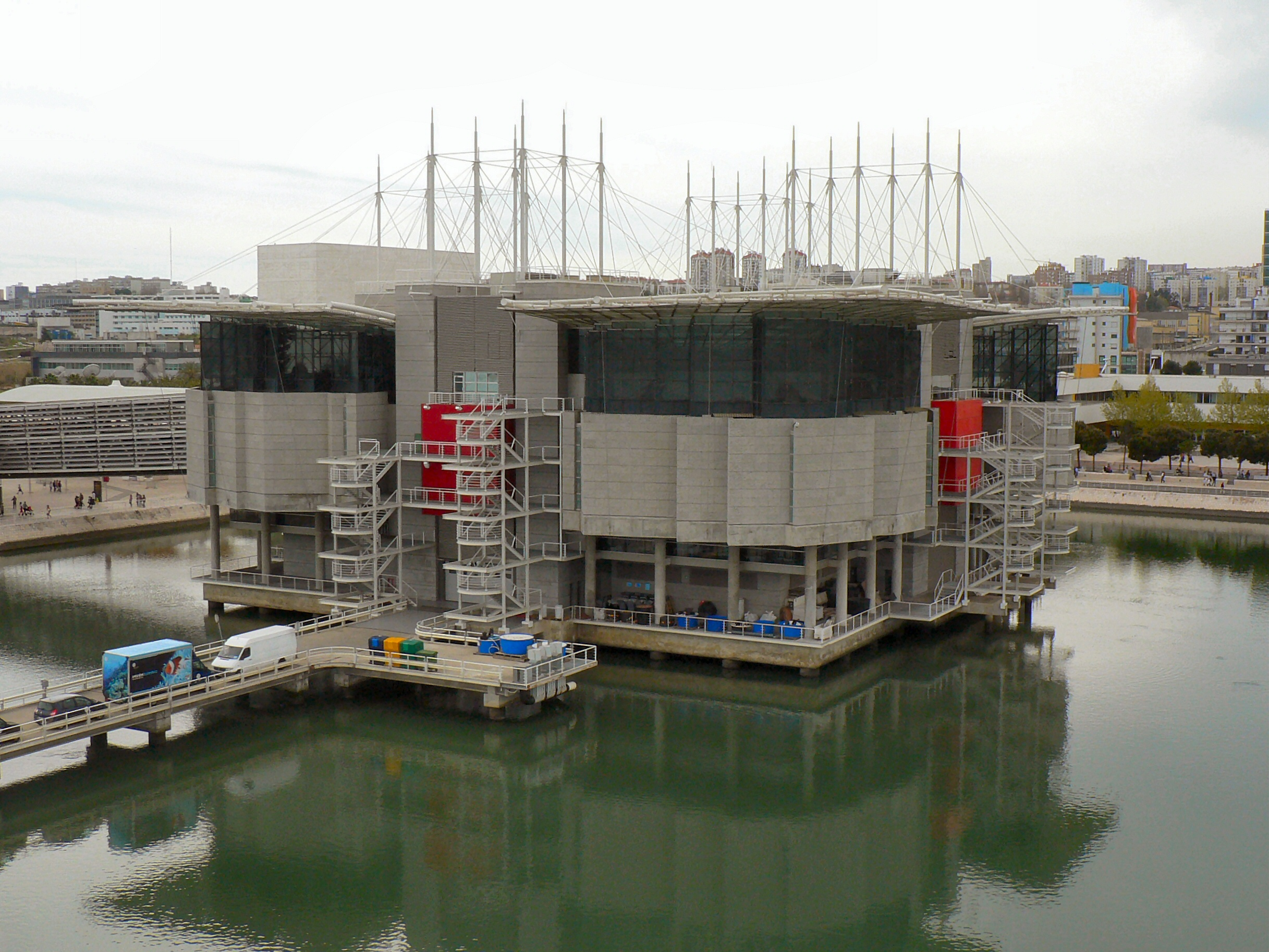
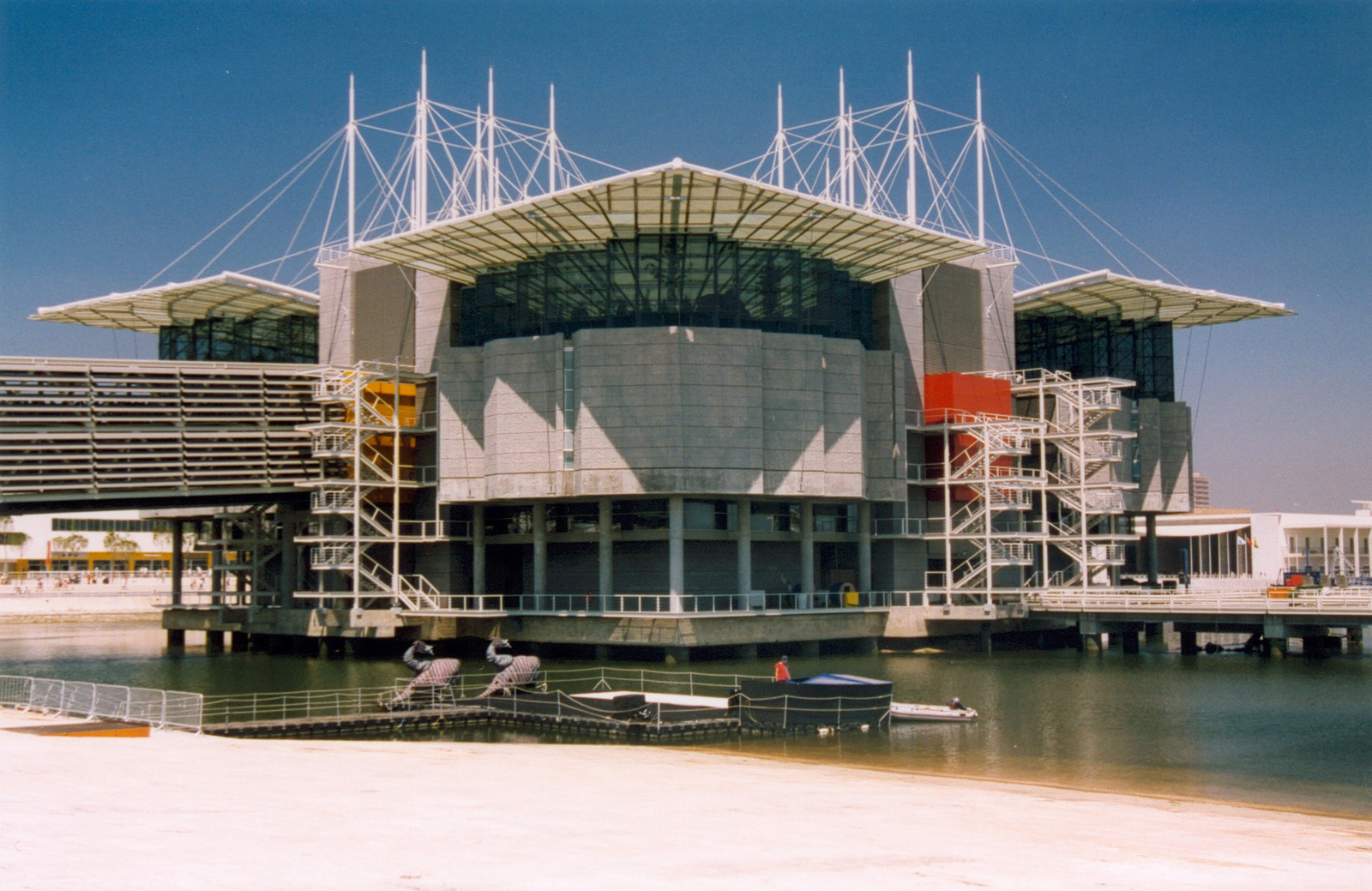
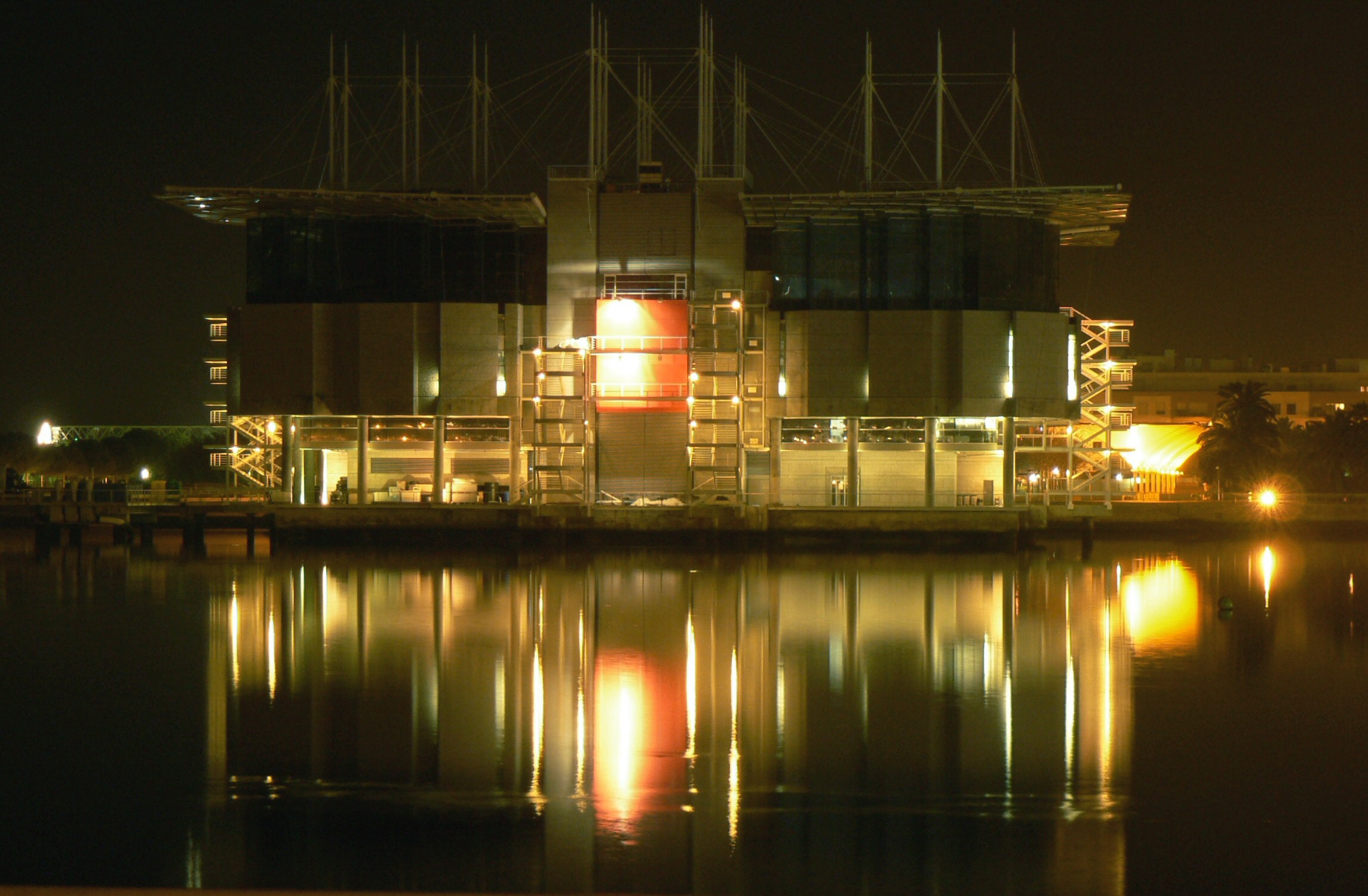
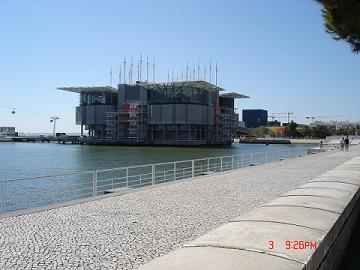

Животные океанариума
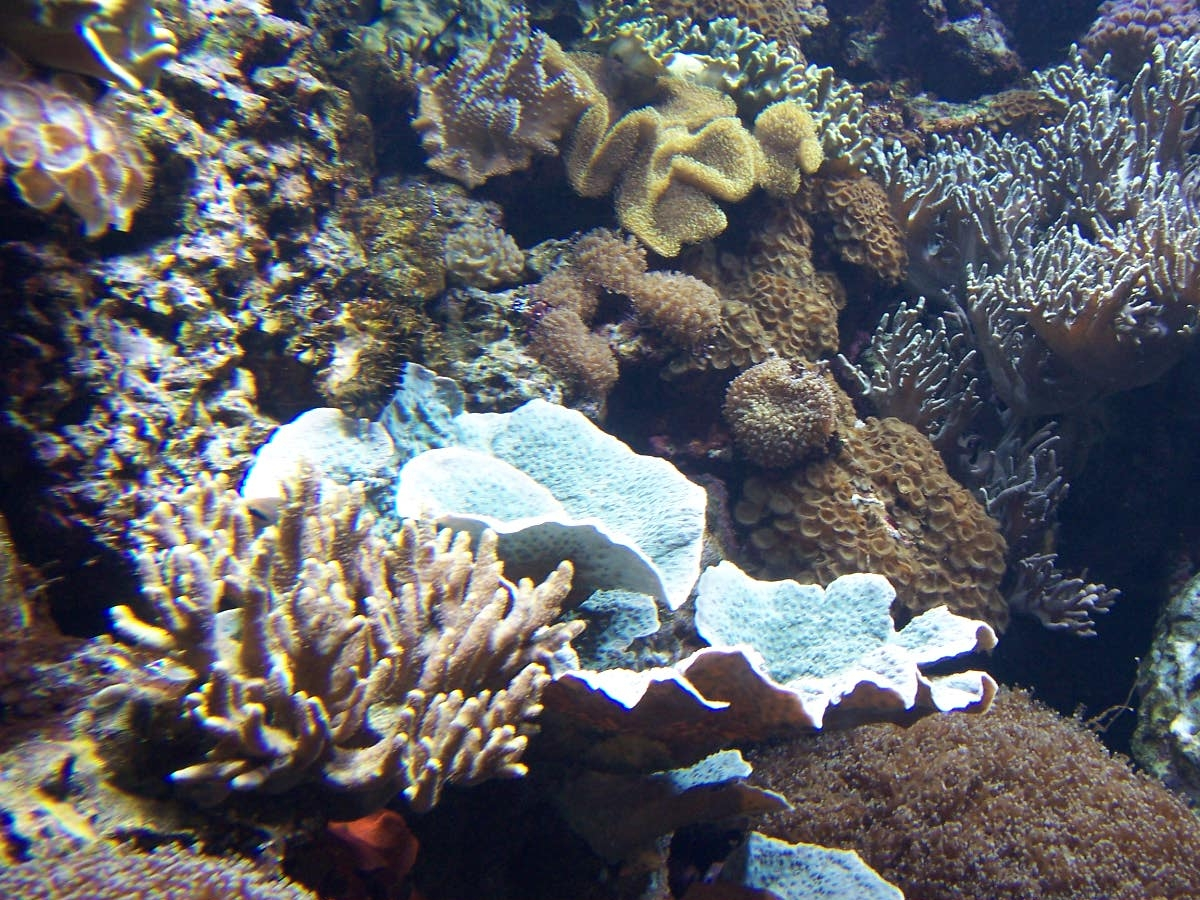
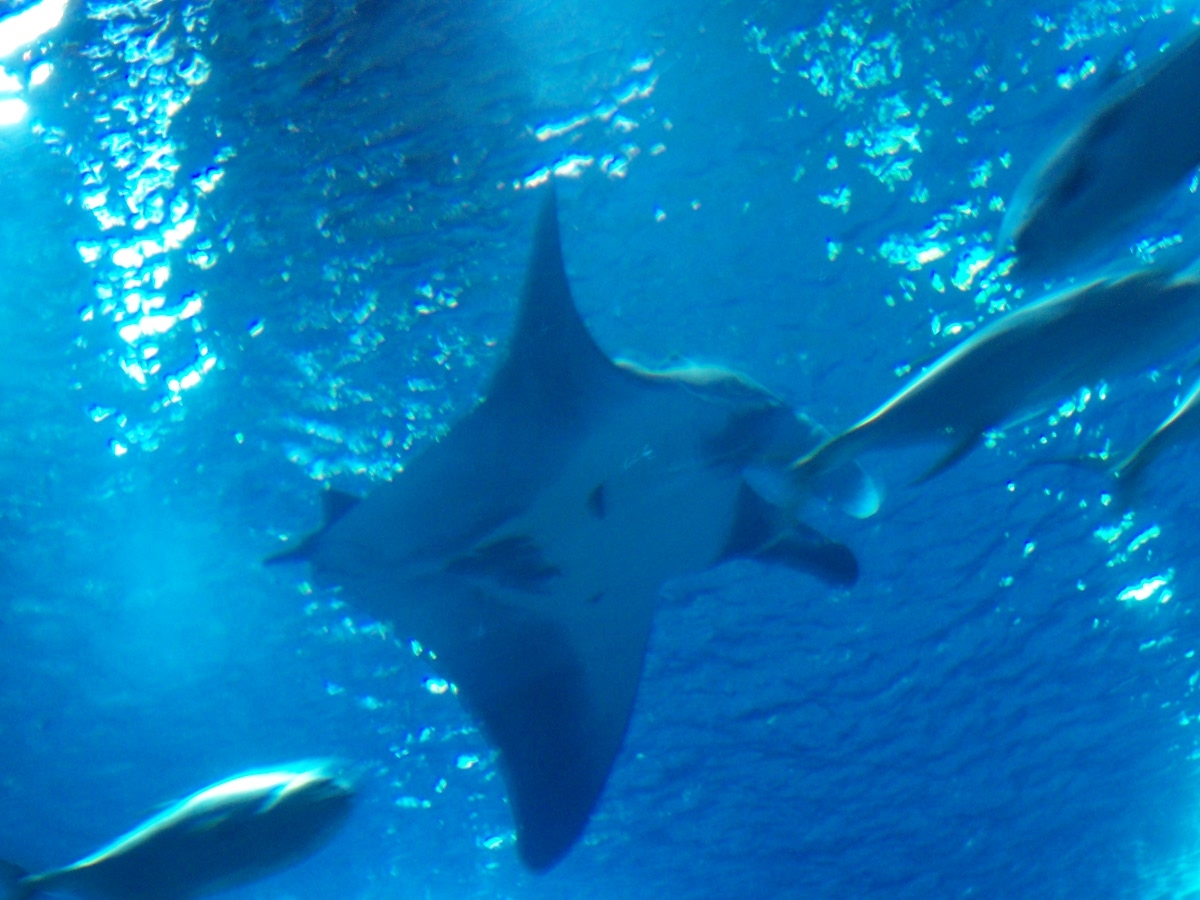
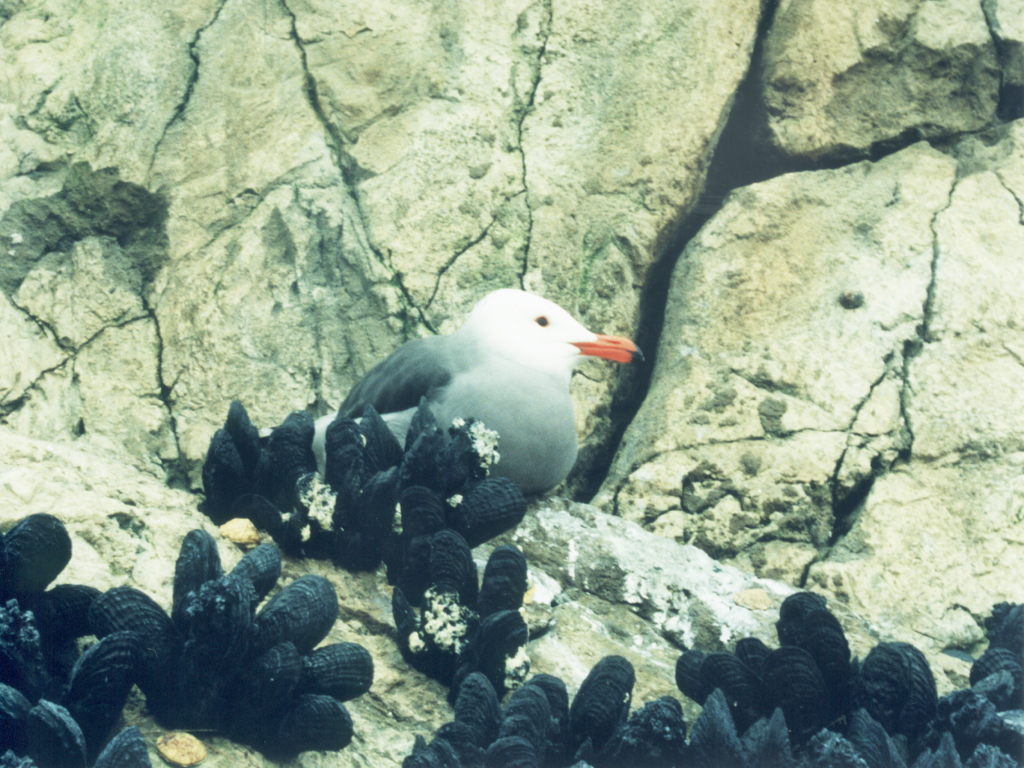
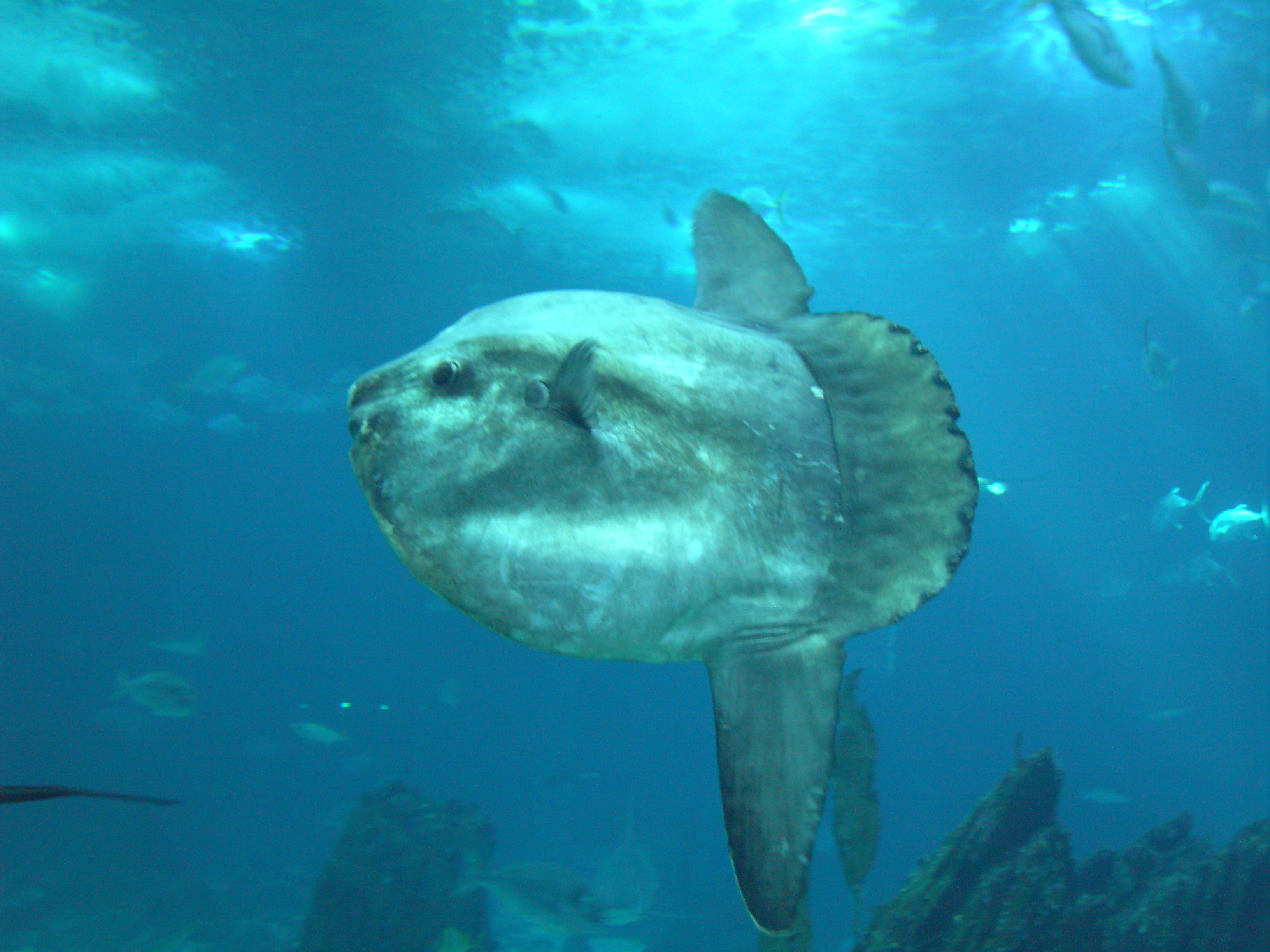
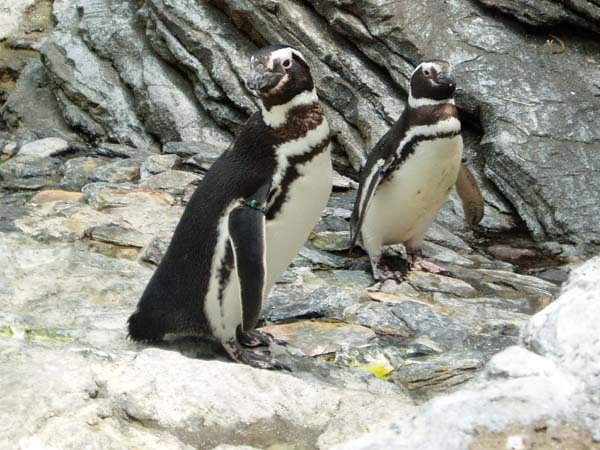
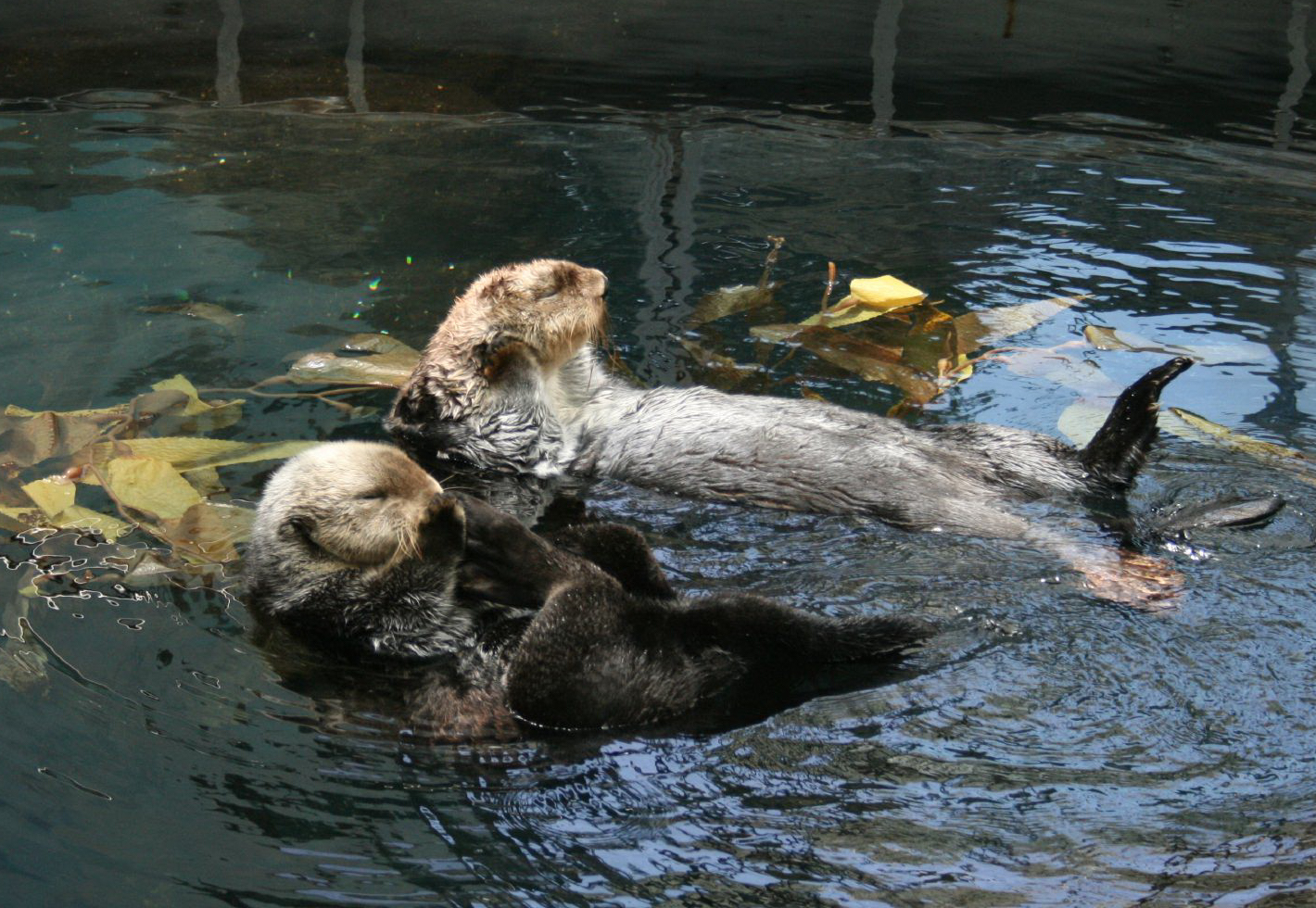